# Opernproduktionen der Innsbrucker Festwochen der Alten Musik
Liste der Opernproduktionen und Oratorien der Innsbrucker Festwochen der Alten Musik seit 1978.
- Johann Joseph Fux: Psyche (1978)
- Georg Friedrich Händel: Israel in Ägypten (1978)
- Alessandro Stradella: Susanna (1979)
- Georg Friedrich Händel: L’Allegro, il Penseroso ed il Moderato (1979)
- Claudio Monteverdi: L’incoronazione di Poppea (1980)
- Stefano Landi: Il Sant’Alessio (1981)
- Antonio Cesti: L’Orontea (1982)
- Georg Friedrich Händel: Ariodante (1982)
- Antonio Cesti: Il Tito (1983)
- Georg Friedrich Händel: Rodrigo (1984)
- Christoph Willibald Gluck: Armide (1985)
- Francesco Cavalli: Xerse (1985)
- Johann Joseph Fux: Pulcheria (1986)
- Antonio Cesti: L’Orontea (1986)
- Johann Wolfgang Franck: Die drey Töchter Cecrops’ (1987)
- Antonio Cesti: Semiramide (1987)
- Francesco Cavalli: Il Giasone (1988)
- Alessandro Scarlatti: Gli equivoci nel sembiante (1988)
- Alessandro Stradella: San Giovanni Battista (1988)
- Georg Friedrich Händel: Flavio, re de’ Longobardi (1989)
- Claudio Monteverdi: L’incoronazione di Poppea (1990)
- Antonio Cesti: L’Orontea (1990)
- Henry Purcell: Dido and Aeneas (1990)
- Georg Friedrich Händel: Serse (1991)
- Wolfgang Amadeus Mozart: La finta semplice (1991)
- Francesco Bartolomeo Conti: Don Chisciotte in Sierra Morena (1992)
- Georg Friedrich Händel: Alcina (1992)
- Antonio Caldara: I disingannati (1993)
- Claudio Monteverdi: Il ritorno d’Ulisse in patria (1993)
- Heinrich Ignaz Franz Biber: Arminio (1994)
- Georg Philipp Telemann: Orpheus (1994)
- Henry Purcell: Dido and Aeneas (1995)
- John Blow: Venus and Adonis (1995)
- Alessandro Scarlatti: Il Mitridate Eupatore (1995)
- Antonio Cesti: L’Argia (1996)
- Johann Adolph Hasse: Solimano (1997)
- Florian Leopold Gassmann: L’opera seria (1997)
- Georg Friedrich Händel: Semele (1998)
- Marc-Antoine Charpentier: Les plaisirs de Versailles (1998)
- Claudio Monteverdi: La guerra d’amore (1999)
- Domenico Mazzocchi: La catena d’Adone (1999)
- Giovanni Legrenzi: La divisione del mondo (2000)
- Antonio Maria Abbatini: Dale male il bene (2001)
- Joseph Haydn: Il mondo della luna (2001)
- Georg Friedrich Händel: Rinaldo (2002)
- Claudio Monteverdi: L’Orfeo (2003)
- Francesco Cavalli: Eliogabalo (2004)
- Antonio Sartorio: Giulio Cesare in Egitto (2004)
- Francesco Bartolomeo Conti: Don Chisciotte (2005)
- Wolfgang Amadeus Mozart: Don Giovanni (2006)
- Wolfgang Amadeus Mozart: Il re pastore (2006)
- Georg Friedrich Händel: Acis and Galatea (2007)
- Georg Philipp Telemann: Der geduldige Sokrates (2007)
- Bernardo Pasquini: Sant’Agnese (2008) (Oratorium)
- Georg Friedrich Händel: Belshazzar (2008) (Oratorium)
- Joseph Haydn: Orlando paladino (2009)
- Joseph Haydn: L’isola disabitata (2009)
- Antonio Vivaldi: Ottone in villa (2010)
- Giovanni Battista Pergolesi: L’olimpiade (2010)
- Francesco Cavalli: La Calisto (2011)
- Johann Adolph Hasse: Romolo ed Ersilia (2011)
- Georg Philipp Telemann: Flavius Bertaridus, König der Longobarden (2011)
- Francesco Provenzale: La Stellidaura vendicante (2012)
- Domenico Scarlatti: La Dirindina (2012)
- Giovanni Andrea Bontempi: Il Paride (2012)
- Claudio Monteverdi: L’incoronazione di Poppea (2012)
- Wolfgang Amadeus Mozart: La clemenza di Tito (2013)
- Giulio Caccini: L’Euridice (2013)
- Henry Purcell: Dido and Aeneas (2013)
- John Blow: Venus and Adonis (2013)
- Georg Friedrich Händel: Almira (2014)
- Domenico Scarlatti: Narciso (2014)
- Antonio Cesti: L’Orontea (2014)
- Nicola Porpora: Il Germanico (2015)
- Jean-Baptiste Lully: Armide (2015)[1]

## 2016
| Il matrimonio segreto, Libretto von Giovanni Bertati nach dem Lustspiel The Clandestine Marriage von David Garrick und George Colman dem Älteren, Musik von Domenico Cimarosa, Landestheater Innsbruck, 12. bis 16. August 2016 |                                                |                                                                                |                                                                    |
| Alessandro De Marchi Academia Montis Regalis Orchester | Renaud Doucet André Barbe                      | Loriana Castellano Mezzosopran Klara Ek Sopran Giulia Semenzato Sopran         | Renato Girolami Bariton Donato di Stefano Bass                     |
| Le nozze in sogno, Libretto von Pietro Susini, Musik Antonio Cesti |                                                |                                                                                |                                                                    |
| Enrico Onofri | Alessio Pizzech Regie Davide Amadei Bühnenbild |                                                                                |                                                                    |
| Alceste, Libretto von Ranieri de' Calzabigi, Musik von Christoph Willibald Gluck, Congress Innsbruck, 23. August 2016 |                                                |                                                                                |                                                                    |
| René Jacobs B'Rock Orchester Musica Aeterna Perm Chor |                                                | Birgitte Christensen Sopran Kristina Hammarström Mezzosopran Alicia Amo Sopran | Georg Nigl Bass Thomas Walker Tenor Anicia Zorzi Giustiniani Tenor |

## 2017
| Il ritorno d'Ulisse in patria, Oper von Claudio Monteverdi, Landestheater Innsbruck, 10. bis 14. August 2017                                  | | | |
| Alessandro De Marchi Musikalische Leitung Academia Montis Regalis Orchester                                                                   | Ole Anders Tandberg Regie Erlend Birkeland Bühnenbild Maria Geber Kostüme Ellen Ruge Lichtdesign                                     | Christine Rice Penelope Ingeborg Kosmo Ericlea Vigdis Unsgard Melanto Ann-Beth Solvang Minerva      | Kresmir Spicer Ulisse David Hansen Telemaco Petter Moen Eurimaco Jeffrey Francis Eumete                     |
| Pygmalion, Ballett-Oper von Jean-Philippe Rameau, Landestheater Innsbruck, 20. und 21. August 2017                                            | | | |
| Christophe Rousset Musikalische Leitung Wolfgang Kostner Chor-Einstudierung Le Talens Lyriques                                                | Natalie von Parys Regie Virginie Mirbeau Künstlerische Mitarbeit Hervé Gary Licht Antoine Fontaine Bühnenbild Alain Blanchot Kostüme | Chantal Santon-Jeffery La Muse de l'Opéra/Céphise Samantha Louis-Jean La Statue Jodie Devos L’Amour | Anders J. Dahlin Pygmalion                                                                                  |
| Die römische Unruhe, oder Die edelmütgie Octavia, Singspiel von Reinhard Keiser, Innenhof der Theologischen Fakultät, 22. bis 26. August 2017 | | | |
| Jörg Halubeck Musikalische Leitung Barockensemble:Jung Orchester                                                                              | François De Carpentries Regie Karine Van Hercke Bühnenbild & Kostüme                                                                 | Suzanne Jerosme Octavia Frederica Di Trapani Ormoena Yuval Oren Livia Robyn Allegra Parton Clelia   | Morgan Pearse Nero Eric Jurenas Tiridates Camilo Delgado Diaz Piso Akinobu Ono Fabius Paolo Marchini Seneca |

## 2018
| Didone abbandonata, Musik von Saverio Mercadante, Libretto in drei Akten von Pietro Metastasio, Erste Vertonung von Domenico Sarro, Landestheater Innsbruck, 10. bis 14. August 2018 |                                                                   | | |
| Alessandro De Marchi Musikalische Leitung Claudio Chiavazza Choreinstudierung Academia Montis Regalis                                                                                | Jürgen Flimm Regie Magdalena Gut Bühnenbild Kristina Bell Kostüme | Viktorija Miškūnaitė Didone Katrin Wundsam Enea Emilie Renard Selene                                               | Carlo Allemano Jarba Diego Godoy Araspe Pietro Di Bianco Osmida                                      |
| Apollo e Dafne, Musik von Francesco Cavalli, Libretto von Giovanni Francesco Busenello nach Ovids Metamorphosen, 20. bis 23. August 2018                                             |                                                                   | | |
| Massimiliano Toni Musikalische LeitungAccademia La Chimera | Alessandra Premoli RegieMariana Facasso Kostüme                   | Sara-Maria Saalmann Dafne Eléonore Pancrazi Aurora, Ninfa Giulia Bolcato Amore Deborah Cachet Procris, Ninfa, Musa | Rodrigo Sosa dal Pozzo Apollo Isaiah Bell Morfeo, Cirilla, Pastore Juho Punkeri Titonio, Cefalo, Pan |
| Semele, Musik von Johann Adolph Hasse, Libretto von Francesco Ricchiardi, 25. bis 26. August 2018                                                                                    |                                                                   | | |
| Claudio Osele Musikalische Leitung Le Musiche Nove | Georg Quander Regie                                               | Francesca Aspromonte Semele Roberta Invernizzi Giunone Sonia Prina Giove                                           | |

## 2019
| Merope, Musik von Riccardo Broschi, Libretto von Apostolo Zeno, Landestheater Innsbruck, 07. bis 11. August 2019                                 |                                                                               | | |
| Alessandro De Marchi Musikalische Leitung Innsbrucker Festwochenorchester Corpo Barocco Tanzensemble                                             | Sigrid T'Hooft Regie Stephan Dietrich Bühnenbild & Kostüme Tommy Geving Licht | Anna Bonitatibus Merope Vivica Genaux Trasimede Arianna Vendittelli Argia                                 | David Hansen Epitide Filippo Mineccia Anassandro Hagen Matzeit LiciscoCarlo Allemano Polifonte                                                                       |
| Ottone, Rè di Germania, Musik von Georg Friedrich Händel, Libretto von Nicola Francesco Haym nach Benedetto Pallavicino, 18. bis 22. August 2019 |                                                                               | | |
| Fabrizio Ventura Musikalische LeitungAccademia La Chimera                                                                                        | Anna Magdalena Fitzi RegieBettina Munzer Bühnenbild & Kostüme                 | Marie Seidler Ottone Mariamielle Lamagat Teofane Valentina Stadler Gismonda Angelica Monje Torrez Matilda | Yannick Debus Emireno Alberto Miguélez Rouco Adelberto |
| La Dori, Musik von Pietro Antonio Cesti, Libretto von Giovanni Filippo Apollini, 24. bis 26. August 2019                                         |                                                                               | | |
| Ottavio Dantone Musikalische Leitung Accademia Bizantina                                                                                         | Stefano Vizioli Regie Emanuele Sinisi Bühenbild Anna Maria Heinreich Kostüme  | Francesca Ascioti Dori Francesca Lombardi Mazzulli Arsinoe Emőke Baráth Tolomeo                           | Rupert Enticknap Oronte Federico Sacchi Artaserse Bradley Smith Arsete Pietro Di Bianco Erasto Alberto Allegrezza Dirce Rocco Cavalluzzi Golo Konstantin Derri Bagoa |